# Lucian Bode
Lucian Nicolae Bode (ur. 27 października 1974 w Valcău de Jos) – rumuński polityk, inżynier i samorządowiec, deputowany, w 2012 minister gospodarki, w latach 2019–2020 minister transportu, od 2020 do 2023 minister spraw wewnętrznych.

## Życiorys
Z wykształcenia inżynier elektryk, w 1998 ukończył studia na Uniwersytecie Oradejskim. W 2011 uzyskał magisterium z zarządzania bezpieczeństwem na Uniwersytecie Babeșa i Bolyaia. Pracował m.in. jako inżynier oraz kierownik działu w przedsiębiorstwie energetycznym w Zalău. W latach 2003–2008 kierował branżową organizacją pracowniczą w tym mieście.
Działacz Partii Demokratycznej i następnie powołanej na jej bazie Partii Demokratyczno-Liberalnej (z którą później dołączył do Partii Narodowo-Liberalnej). W 2008 stanął na czele swojej partii w okręgu Sălaj. W latach 2000–2004 był radnym swojej rodzinnej miejscowości, a następnie do 2008 pełnił funkcję radnego okręgu. W 2008 po raz pierwszy uzyskał mandat posła do Izby Deputowanych, z powodzeniem ubiegał się o reelekcję w wyborach w 2012, 2016, 2020 i 2024.
W lutym 2012 powołany na ministra gospodarki, handlu i biznesu w rządzie, na czele którego stanął Mihai Răzvan Ungureanu. Funkcję tę pełnił do końca funkcjonowania tego gabinetu, tj. do maja 2012. W listopadzie 2019 nowo powołany premier Ludovic Orban powierzył mu stanowisko ministra transportu, infrastruktury i komunikacji. Pozostał na tej funkcji również w utworzonym w marcu 2020 drugim gabinecie dotychczasowego premiera. W grudniu 2020 przeszedł na urząd ministra spraw wewnętrznych w rządzie Florina Cîțu. Utrzymał to stanowisko w listopadzie 2021, gdy stanowisko premiera objął Nicolae Ciucă. Zakończył pełnienie tej funkcji w czerwcu 2023.